# Pseudotanais makrothrix
Pseudotanais makrothrix är en kräftdjursart som beskrevs av Masahiro Dojiri och Jürgen Sieg 1997. Pseudotanais makrothrix ingår i släktet Pseudotanais och familjen Pseudotanaidae. Inga underarter finns listade i Catalogue of Life.